# 马里奥·斯塔尼奇
馬利奧·斯塔尼奇（Mario Stanić，1972年4月10日—），克羅地亞已退役足球運動員，司職中場，乃1998年世界杯季軍隊成員。
出生於前南斯拉夫境內的波斯尼亞，斯塔尼奇早年曾效力國內著名球會薩格勒布戴拿模。其後他一直在海外球會效力，計有葡萄牙的賓菲加、比利時的布魯日、意大利的帕爾馬和英國的車路士等等。其中以效力比利時的布魯日較為突出，曾於1995年以取得20個入球，成為該年比利時聯賽的神射手。
斯塔尼奇在南斯拉夫未分裂時已出戰國際賽，當時是南斯拉夫國家隊成員。至南斯拉夫分裂後，他轉為代表克羅地亞國家隊比賽。其間最具代表性的成績，乃1998年世界杯季軍。
職業生涯晚期因持續傷患，於2004年以32歲之齡退役。

## 榮譽
- 世界杯季軍：1998